# Albizia splendens
Albizia splendens är en ärtväxtart som beskrevs av Friedrich Anton Wilhelm Miquel. Albizia splendens ingår i släktet Albizia och familjen ärtväxter. Inga underarter finns listade i Catalogue of Life.